# Montrose (album)
Pour les articles homonymes, voir Montrose.
Albums de Montrose
Paper Money
(1974)
Singles
1. Rock the Nation
Sortie : 1973
2. Space Station #5
Sortie : 1973
3. Bad Motor Scooter
Sortie : 1974

Montrose, publié le 19 octobre 1973, est le premier album de Montrose. Il est sorti aux États-Unis en octobre 1973 et fut produit par le groupe et Ted Templeman. Il fallut attendre 1974 pour voir sa commercialisation en Europe, si en France l'album conserve son titre et sa pochette originale, il parut en Allemagne sous le titre Rock the Nation avec une pochette différente.

## L'album
Enregistré dans les Warner Bros. Studios et les Sunset Sound Recorders à Hollywood en Californie, il est le premier album du groupe formé par Ronnie Montrose après son départ du Edgar Winter Group. Il marque aussi la première apparition de Sammy Hagar sur un album et sera le seul avec Bill Church à la basse.
Tous les titres, à l'exception d'un seul, Good Rockin' Tonight qui est une composition de Roy Brown de 1947 reprise notamment par Elvis Presley en 1954, ont été composés par les membres du groupe.
Les chansons, "Rock the Nation", "Bad Motor Scooter" et "Space Station #5" sortiront en singles.
Bien qu'il ne dure guère plus d'une demi-heure, l'album est souvent considéré comme culte pour tout amateur de heavy metal / hard rock de la première moitié des années 1970 grâce notamment à des titres comme Rock the Nation, Bad Motor Scooter, Space Station #5 ou encore Rock Candy.
Il sera certifié disque d'or en 1977 puis disque de platine le 13 octobre 1986 aux États-Unis par la RIAA. L'album sera classé no 133 du Billboard 200 et no 43 au Royaume-Uni le 15 juin 1974.

## Liste des titres
Face 1
| No | Titre             | Auteur          | Durée |
| -- | ----------------- | --------------- | ----- |
| 1. | Rock the Nation   | Ronnie Montrose | 2:57  |
| 2. | Bad Motor Scooter | Sammy Hagar     | 3:43  |
| 3. | Space Station #5  | Montrose, Hagar | 5:17  |
| 4. | I Don't Want It   | Montrose, Hagar | 3:02  |

Face 2
| No | Titre                | Auteur                                       | Durée |
| -- | -------------------- | -------------------------------------------- | ----- |
| 1. | Good Rockin' Tonight | Roy Brown                                    | 2:57  |
| 2. | Rock Candy           | Bill Church, Denny Carmassi, Montrose, Hagar | 5:17  |
| 3. | One Thing On my Mind | Montrose, Hagar, J. Sanchez                  | 3:40  |
| 4. | Make It Last         | Hagar                                        | 5:29  |

## Musiciens
- Sammy Hagar : chant
- Ronnie Montrose : guitares
- Bill Church : basse
- Denny Carmassi : batterie, percussions

## Éditions CD
- 2005 : édition 24 kt gold compact-disc dans la série "from the original master tapes",  (EAN 0780014202828)
- 2009 : édition remastérisée 24-bit publiée par le label Rock Candy sous la référence CANDY062,  (EAN 0827565000289)

## Charts et certifications
| Pays        | Durée du classement | Meilleur classement | Date |
| ----------- | ------------------- | ------------------- | ---- |
| États-Unis  | 12 semaines         | 133e                |      |
| Royaume-Uni | 1 semaine           | 43e                 |      |

| Pays       | Certification | Ventes      | Date            |
| ---------- | ------------- | ----------- | --------------- |
| États-Unis | Platine       | 1 000 000 + | 13 octobre 1986 |